# Vincent Navrátil
Vincent Navrátil (* 9. dubna 1997 Praha) je český divadelní a filmový herec, syn české herečky Veroniky Žilkové.

## Osobní život
Pochází z herecké rodiny z Prahy. Jeho rodiče jsou herečka Veronika Žilková a její druhý manžel, stavař Marek Navrátil. Má staršího bratra Cyrila.

### Vzdělání
V letech 2003–2012 chodil na Základní školu Mikoláše Alše na Praze 6. Od září 2012 studuje na Pražské konzervatoři obor Hudebně dramatické umění (Herectví). Jeho spolužačka je Sabina Rojková, se kterou si zahrál ve filmu Poslední cyklista.

## Filmografie
- Otesánek (2000)
- Poslední cyklista (2013) – Herbert
- Lehká jako dech (2013)
- Kameňák 4 (2013) – Vincek
- Vánoční Kameňák (2015)

### TV seriály
- Vyprávěj (2009)
- Cesty domů (2010) – Michal Dušek
- Ulice – Tobiáš Sláma
- Boží mlýny (2021) – Alex Braun
- Svätý Max (slovenský seriál, 2022) – Max
- Jedna rodina - MUDr. Medard Vodička

## Divadelní role
Městské divadlo Mladá Boleslav
- Scott McPherson: Marvinův pokoj (režie Helena Glancová, premiéra 15. února 2013) – 12letý Charlie[2]

Divadlo Palace
- Neil Simon: Apartmá v hotelu Plaza (režie Martin Stropnický, premiéra 22. října 2013) – věrný a svatební host, host z Hollywoodu[3]